# Hłuszanina
Hłuszanina (biał. Глушаніна, ros. Глушанино) – przystanek kolejowy w miejscowości Pustaszy, w rejonie połockim, w obwodzie witebskim, na Białorusi. Położony jest na linii Witebsk - Połock.